# مارکو رمر

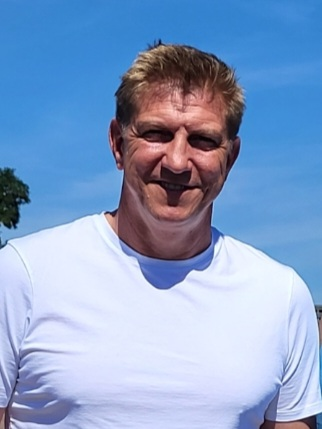
مارکو رمر در سال ۲۰۲۲

مارکو رمر (به آلمانی: Marko Rehmer) بازیکن فوتبال و مدافع اهل آلمان است که از سال ۱۹۹۸ میلادی عضو تیم ملی فوتبال آلمان بوده‌است. وی در ۳۵ بازی ملی حضور داشته است و آخرین بازی ملی خود را در سال ۲۰۰۳ میلادی انجام داد. مارکو رمر در بازی‌های ملی‌اش ۴ گل به ثمر رساند.